# Étangs du Bagnas
Les étangs du Bagnas sont deux étangs littoraux de l'Hérault, le Grand et le Petit Bagnas, qui se trouvent à l'ouest de l'étang de Thau, dans la partie est de la commune d'Agde, à la limite de Marseillan, dans le département français de l'Hérault et la région Occitanie.
Le Grand Bagnas est un étang à eau libre et le Petit Bagnas est un marécage asséché une partie de l'année. L'ensemble constitue une zone humide de 563 hectares qui a été classée comme réserve naturelle nationale en 1983.

## Le site

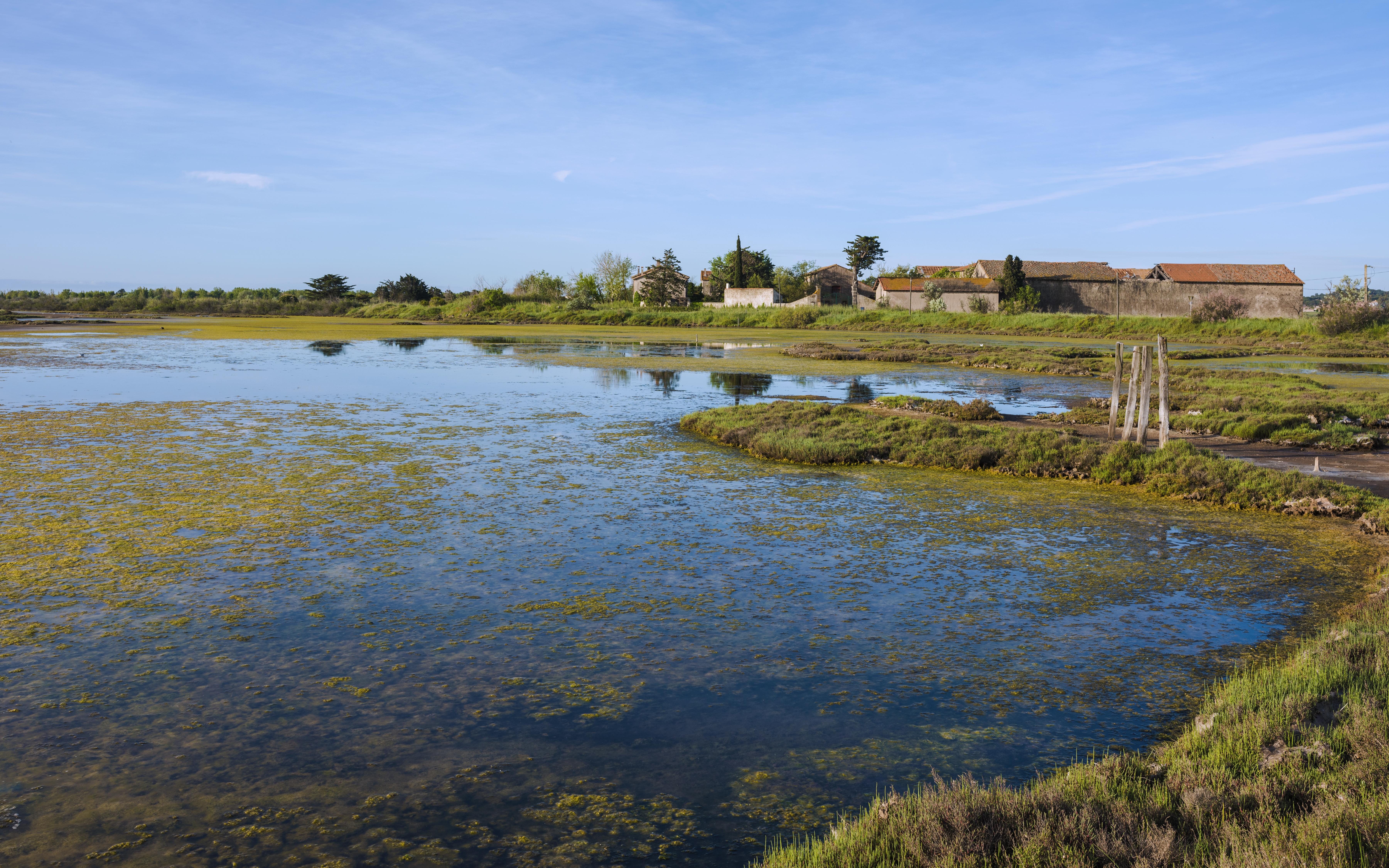
Étangs du Bagnas

Cette zone fut exploitée comme marais salants de 1791 à 1969, puis pour l'aquaculture et une petite exploitation viticole (il reste aujourd'hui une douzaine d'hectares de vignes).
Elle présente une grande diversité de milieux naturels allant de la vigne au pré salé, pouvant abriter une grande variété d'espèces animales et végétales.
L'ensemble des espèces animales et végétales y sont protégées. Une partie de la réserve est interdite à la visite, afin de préserver la tranquillité des oiseaux.
Cette zone a été proposée Natura 2000 en 2002 sous le numéro FR9101412 comporte comme principaux habitats naturels des lagunes côtières (40 % de sa surface) et des fourrés halophiles méditerranéens et thermo-atlantiques à  Sarcocornia fruticosa (10 % de sa surface).
En juillet 2013, un projet d'arrêté (mis en consultation) propose d’agrandir la zone de protection spéciale (ZPS) FR9110034 « Etang du Bagnas ». Il existait déjà une Zone de protection spéciale  concernant les communes d’Agde et de Marseillan, pour la dépression correspondant au delta du Rhône. Cette ZPS appartient au « complexe lagunaire de l’étang de Thau » (extrémité ouest) abritant un grand nombre d'espèces d'oiseaux pour la plupart dépendants des zones humides, faisant de ce site un « site d’importance internationale pour de nombreuses espèces migratrices », le document d'objectifs Natura 2000 a mis en évidence en périphérie du site plusieurs milieux favorables à l'accueil d'oiseaux dits d'intérêt communautaire. Les collectivités de Marseillan et du syndicat mixte du bassin de Thau ont émis un avis favorable à l'extension proposée du périmètre.

## Faune

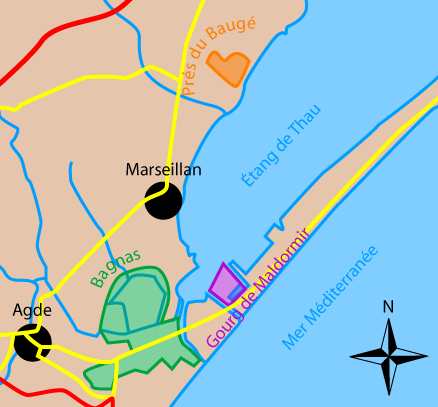
Situation.

Le Bagnas constitue un milieu humide exceptionnel et spécifique, qui accueille plus de 200 espèces d'oiseaux différentes, tant des oiseaux migrateurs qui s'y reposent en automne et au printemps que des espèces qui en ont fait leur lieu d'hivernage, puisque la zone compte plus de 6 000 oiseaux d'eau en hiver. De plus, le lieu sert à certaines espèces pour nicher.
Ainsi, on y rencontre des espèces variées souvent rares et/ou menacées, ou patrimoniales par exemple pour les anatidés : le canard siffleur, le fuligule nyroca, le tadorne de Belon, la nette rousse, le grèbe castagneux, le grèbe à cou noir,  . Les échassiers sont représentés par le butor étoilé, le héron bihoreau, le héron garde-bœufs, le héron pourpré, le blongios, le héron crabier, la grande aigrette et l'aigrette garzette, l'échasse blanche, la spatule blanche, la cigogne blanche, le flamant rose, l'avocette élégante, la grue cendrée...  Dans les passereaux, la mésange rémiz, le pipit rousseline, la Lusciniole à moustaches, la gorgebleue à miroir, la rousserolle turdoïde. 
Dans les rapaces, citons le busard des roseaux, le busard Saint-Martin, le busard cendré, le faucon hobereau, le circaète, la buse variable, la bondrée apivore, le faucon émerillon, le faucon pèlerin, le milan noir, l'aigle botté, l'épervier d'Europe et le balbuzard pêcheur.
Parmi les limicoles, on trouve le bécasseau minute, le petit Gravelot, le gravelot à collier interrompu, les chevaliers sylvain, gambette, arlequin, guignette, cul-blanc et aboyeur, la barge à queue noire.
Citons encore le coucou geai, la sterne hansel, la sterne pierregarin, le guêpier d'Europe, la poule sultane, le râle d'eau, la guifette moustac, le martin-pêcheur d'Europe, le pluvier doré...
Ces espèces, prises dans leur ensemble étant bioindicatrice d'une grande richesse du réseau trophique et d'un haut niveau de biodiversité.

## Flore
On trouve dans le Bagnas de nombreuses espèces végétales, et en particulier des roseaux (Phragmites australis) qui forment l'habitat des espèces animales.
On y trouve aussi une grande quantité de plantes adaptées aux milieux humides telles que les orchidées sauvages. Différentes sortes d'orchis et d'ophrys peuvent être observés. 

## Galerie

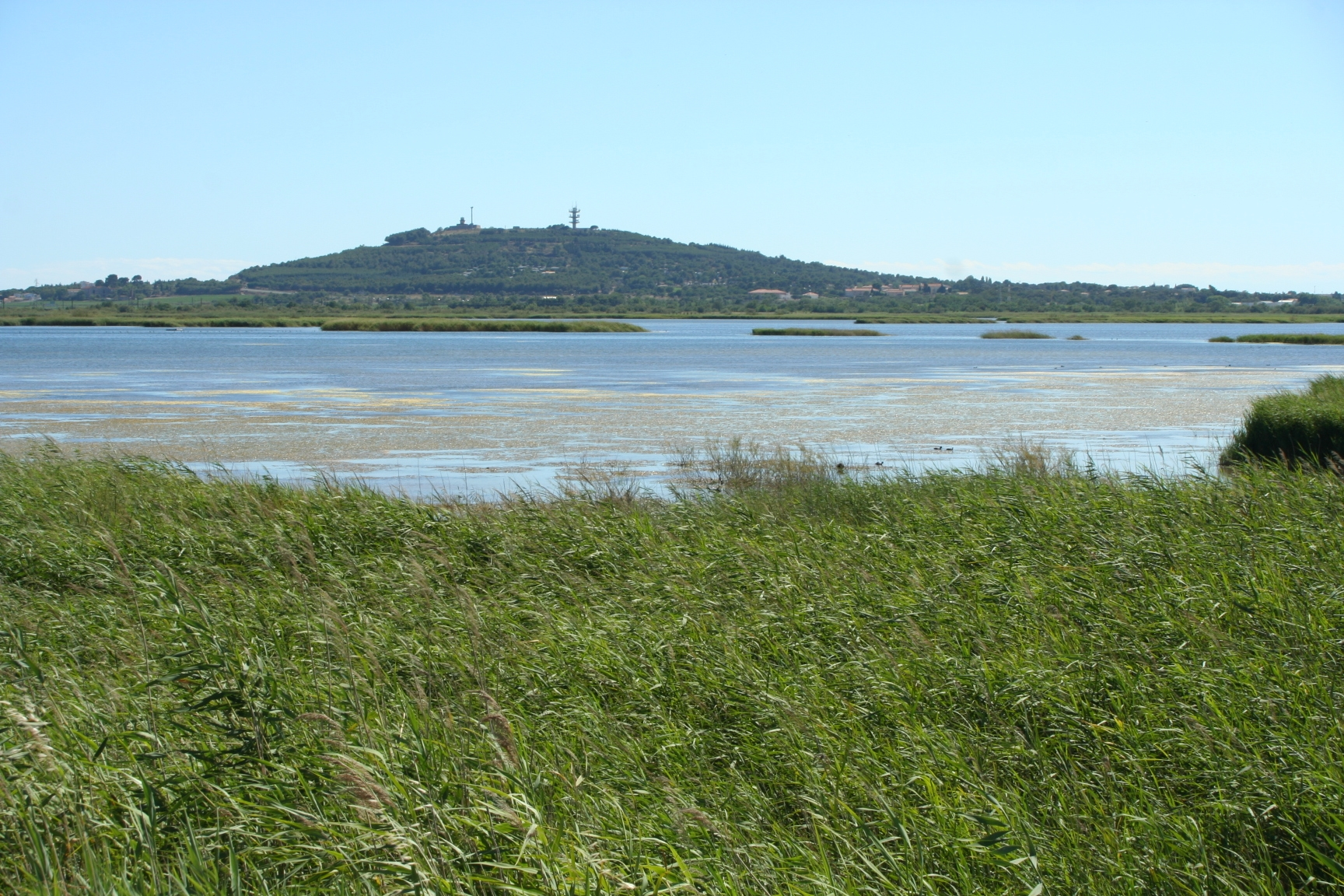
Vu de la rive des Mougères.
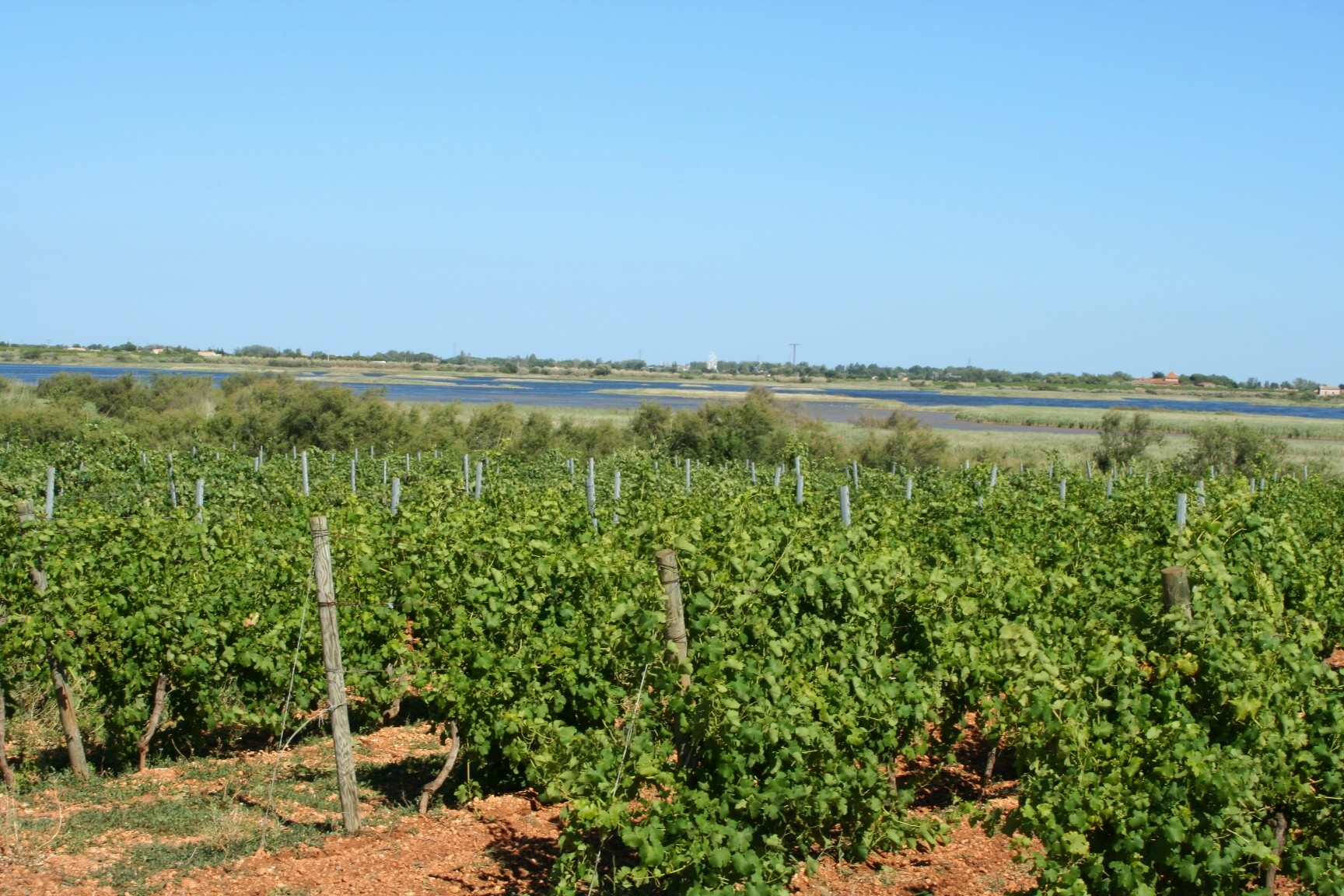
Vignoble près du Bagnas.
Zone inondable.